# Goriška vas pri Škocjanu
Goriška vas pri Škocjanu je naselje u slovenskoj Općini Škocjanu. Goriška vas pri Škocjanu se nalazi u pokrajini Dolenjskoj i statističkoj regiji Jugoistočnoj Sloveniji. 

## Stanovništvo
Prema popisu stanovništva iz 2002. godine naselje je imalo 59 stanovnika.